# Hypochrysops boisduvali
Hypochrysops boisduvali is een vlinder uit de familie van de Lycaenidae. De wetenschappelijke naam van de soort is voor het eerst geldig gepubliceerd in 1894 door Oberthür.